# Idioma oficial
El idioma oficial es aquel idioma establecido como de uso corriente en los actos de gobierno de un Estado. Por lo general su empleo está indicado taxativamente en la Constitución o en las leyes fundamentales del Estado. Las leyes, los documentos públicos o administrativos, los servicios de la administración pública y los procesos en el sistema judicial son conducidos en dicho idioma. El Estado, legalmente, presupone su conocimiento general; por lo cual la educación es dictada en el idioma oficial.
En algunos casos, aunque no exista una norma legal de rango constitucional, se considera idioma oficial a aquel en el cual se redactan las leyes.

## Historia
El idioma oficial está ligado fuertemente a la definición de Estado-nación. En esta concepción, a cada nación, entendida como comunidad cultural y social, le corresponde un Estado. Tal postulado implica que el Estado tiene una base lingüística exclusiva.
En Europa, sobre todo, la ideología del Estado-nación dio origen, entre finales del siglo XIX y la primera mitad del siglo XX, a la aparición de nuevos Estados nacionales basados en diferentes lenguas, como en el caso del Imperio Austrohúngaro, cuya desintegración se basó en las nacionalidades que lo componían, o bien a la integración en un mismo Estado de todos los hablantes de la misma lengua; es el caso de la unificación alemana y la base de la política nacionalista del Tercer Reich.
En otros casos, una lengua regional de un determinado territorio fue tomada como oficial por Estados pertenecientes a la misma continuidad lingüística o dialectal, como sucedió, a partir del Renacimiento (utilizando el toscano literario —conocido también como italiano— como idioma oficial para todos los territorios pertenecientes a la continuidad lingüística italorromance y galoitálica) y, de manera más intensiva, desde el Resurgimiento, entre los antiguos Estados italianos preunitarios, o impuesta a todo el territorio de un único Estado, como en España.
En algunos casos, el desconocimiento del idioma oficial por parte de un grupo de habitantes, ha significado para este la pérdida de sus derechos constitucionales.

## Situación actual
En la actualidad se presentan casi todas las posibilidades lógicas al respecto del reconocimiento de una o más lenguas como oficiales:
1. Un número considerable de los países del mundo tienen una o más lenguas oficiales definidas. Algunos tienen un único idioma oficial, como en los casos de Albania, Alemania, Francia o Italia (aun cuando existen en el interior de su territorio otras lenguas nacionales).
2. Algunos Estados tienen más de una lengua oficial en la totalidad o en parte del territorio, como en los casos de Afganistán, Bélgica, Bolivia, Canadá, España, Finlandia, Paraguay, Perú, Sudáfrica y Suiza, entre otros.
3. Algunos, como Argentina, Chile, Estados Unidos o Uruguay, no tienen una lengua oficial explícitamente declarada, pero sí está definida en algunas regiones. En EE. UU., paradójicamente, algunas jurisdicciones se han visto obligadas a declarar oficial el inglés para poder hacer cooficiales otros idiomas, que suelen ser de pueblos nativos.[4]
4. Otros, como India o México, tienen multitud de lenguas oficiales con la misma validez legal en todo el territorio. Generalmente la lengua que más se hable se consideraría oficial de facto para los extranjeros.
5. Finalmente hay algunos países, como Eritrea, que no tienen definida una lengua oficial.

Como consecuencia del colonialismo o del neocolonialismo, en algunos países de África, en las Filipinas y Belice, las lenguas oficiales y de la enseñanza (francés o inglés) no son las lenguas nacionales habladas por la mayoría de la población. Se pueden dar algunos casos como resultado del nacionalismo, como en la República de Irlanda donde la lengua oficial (el irlandés) es hablada solo por una pequeña porción de la población, mientras que la lengua secundaria que goza de un estatus legal inferior, el inglés, es la lengua de la mayoría de la población.

### Estatus legal
Técnicamente, solo son oficiales las lenguas cuyo uso establece explícitamente una ley. Sin embargo, muchas lenguas son consideradas, de facto, lenguas oficiales, lo cual significa que aunque ninguna regulación jurídica les atribuya un papel especial, son lenguas utilizadas en la comunicación cotidiana. Un ejemplo destacado de esto es el estatus del inglés en los Estados Unidos. En este país, ninguna ley declara que el inglés sea o deba ser la lengua oficial a nivel federal, aunque en la actualidad 30 Estados lo reconocen como lengua oficial. El hecho de que en ese país, en todos los niveles, el inglés es de facto el único idioma usado en todos los asuntos oficiales, hace que pueda ser considerado como la lengua oficial de los Estados Unidos, aunque técnicamente no esté reconocido como tal.
Las consecuencias prácticas del carácter "oficial" de una lengua varían y, frecuentemente, dependen de cuán extendido esté su uso hablado. En algunos casos, solo la lengua oficial es la única que se puede usar ante tribunales de justicia, en el sistema educativo u otros ámbitos, mientras que en otros casos el estatus de oficial simplemente autoriza a que dicha lengua pueda ser usada. Por ejemplo, en Nueva Zelanda, la Māori Language Act, permite que el maorí sea usado en asuntos legales, aunque la inmensa mayoría de ellos se llevan a cabo en inglés. En otros lugares, como Gales o Irlanda, las leyes establecen que las publicaciones oficiales deben estar tanto en la lengua minoritaria como en la lengua predominante. El reconocimiento oficial, por otra parte, está correlacionado con el que dicha lengua sea ampliamente enseñada en la educación infantil o que su conocimiento tenga carácter obligatorio para ciertos funcionarios del gobierno.
Un punto importante es que lengua oficial no debe confundirse con las lenguas nacionales que frecuentemente gozan de cierto reconocimiento por parte del gobierno.

### Estatus político
Un idioma oficial está frecuentemente relacionado con cuestiones políticas, sociales y económicas, implicando tomas de posición acerca de la soberanía, la supremacía cultural y étnica, nacionalismo cultural o los derechos de las minorías étnicas, por lo que es un recurso utilizado para la construcción de los que algunos historiadores llaman "comunidades imaginadas". Por ejemplo, la campaña English-only Movement para lograr que el inglés sea considerado legalmente como idioma oficial de los Estados Unidos de América, es vista como un intento para marginar a las comunidades de origen extranjero, particularmente la latinoamericana. En el caso de la República de Irlanda, la decisión de hacer oficial al irlandés se correspondía con un amplio programa de revitalización de dicha lengua, conectado con el nacionalismo gaélico.

## Idiomas oficiales

### Estado según lengua oficial
En la actualidad solo unos 80 idiomas son idiomas generales de uso en un Estado, aunque un número importante de lenguas tienen el estatus de cooficiales en algunas áreas o regiones de países. La lista de lenguas que son oficiales en más de un estado es bastante más limitada e incluye solo 21 lenguas:
alemán (6 Estados)
árabe (25 Estados)
chino (4 Estados)
coreano (2 estados)
español (22 Estados)
francés (28 Estados)
griego (3 Estados)
guaraní (3 Estados)
hindi (3 Estados)
inglés (73 Estados)
italiano (4 Estados)
malayo (5 Estados)
neerlandés (3 Estados)
persa (3 Estados)
portugués (11 Estados)
quechua (4 Estados)
rumano (2 Estados)
ruso (6 Estados)
serbocroata (4 Estados)
sesotho (2 Estados)
suajili (4 Estados)
suazi (2 Estados)
tamil (4 Estados)
turco (3 Estados)